# Faith Ringgold

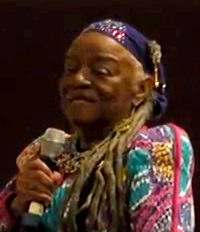
Faith Ringgold (21. April 2017)

Faith Ringgold (geboren als Faith Will Jones am 8. Oktober 1930 in Harlem, New York City; gestorben am 13. April 2024 in Englewood, New Jersey) war eine afroamerikanische Künstlerin. Sie schuf Gemälde, die Themen der Bürgerrechtsbewegung gewidmet sind, und war für ihre narrativen Quilts bekannt.

## Leben
Sie wuchs als Faith Will Jones im New Yorker Stadtteil Harlem als jüngstes von vier Kindern auf. Ihre Mutter war eine Näherin, der Vater war ein Lastwagenfahrer. Die Kultur der Harlem Renaissance spielte in ihrem Elternhaus eine zentrale Rolle. Viele Künstler wohnten in der Nachbarschaft, der Jazzmusiker Duke Ellington in derselben Straße. Da sie als Kind an Asthma litt, verbrachte sie viel Zeit zu Hause mit ihrer Mutter, die für schwarze Frauen in Harlem Kleidung entwarf. Von ihr lernte sie zu nähen und den kreativen Umgang mit Stoff.
Ab 1950 studierte sie Kunstpädagogik am City College of New York, nachdem sie für das Fach Bildende Kunst abgelehnt worden war. Im selben Jahr heiratete sie den Jazz-Musiker Robert Earl Wallace und gebar zwei Töchter. Sie trennte sich 1954 von ihm, zog die Kinder allein auf und arbeitete als Kunstlehrerin in öffentlichen Schulen. Ihr Studium schloss sie 1959 mit dem Master ab. Nachdem Abschluss unterrichtete sie über 20 Jahre lang Kunst. 1962 heiratete sie Burdette Ringgold.
Ende der 1960er Jahre wurde sie politisch aktiv. Sie protestierte gegen die Ausgrenzung schwarzer und weiblicher Künstler durch das Whitney Museum of American Art und das Museum of Modern Art und war 1971 Mitbegründerin der Gruppe Where We At afroamerikanischer Künstlerinnen.
1973 gab sie ihren Beruf als Lehrerin auf und widmete sich nur mehr ihrer Kunst. Von 1984 bis 2002 war sie Professorin an der University of California in San Diego. Sie lebte und arbeitete in La Jolla, Kalifornien, und Englewood (New Jersey). Eine ihrer Töchter ist die Literaturwissenschaftlerin Michele Wallace. Faith Ringgold starb mit 93 Jahren in New Jersey.

## Werk
American People Series #20: Die, 1967, von Faith Ringgold im Bestand des Museum of Modern Art

Link zum Bild

 Mit einer Reihe von Ölgemälden und Postern ab den späten 1960er Jahre vermittelte sie antirassistische Botschaften. In der Serie American People porträtierte sie Ikonen der Bürgerrechtsbewegung aus weiblicher Sicht. Werke wie Neighbors, Die, The Flag Is Bleeding und The Harlem Series reflektieren die Themen und Auseinandersetzungen dieser Zeit. Ihre erste Einzelausstellung im Jahr 1967 war dieser Serie gewidmet. Eines ihrer Hauptwerke, Die, die Darstellung blutiger Rassenunruhen in Detroit 1967, hängt nunmehr im New Yorker Museum of Modern Art neben Picassos Gemälde Les Demoiselles d’Avignon aus dem Jahr 1907. In den 1970er Jahren kreierte sie Masken im afrikanischen Stil und malte politische Plakate zur Unterstützung von Angela Davis oder der Black Panther.
Bei einem Besuch im Rijksmuseum in Amsterdam war sie von der Sammlung tibetischer Thangka-Malereien so beeindruckt, dass sie nach ihrer Rückkehr begann ähnliche Elemente in ihre Arbeit einzubeziehen. Die tragbaren Rollbilder inspirierten sie ab den 1980er Jahren narrative Quilts zu gestalten, die rasch Bekanntheit erlangten. Ihr erster Quilt, Echoes of Harlem, war ihrer Mutter gewidmet. Mit dem Quilt Who’s Afraid of Aunt Jemima? (1983) begann sie, Bild und handgeschriebenen Text zu einer Erzählung zu kombinieren. Women on a Bridge (1988) ist eine Serie von farbenfrohen Quilts, die Geschichten von Frauen erzählen, die im städtischen Nachthimmel über Brücken fliegen. Das Motiv bedeutete für Ringgold Befreiung. Die Urururgroßmutter von Ringgold hatte als Sklavin für die Plantagenbesitzer ebenfalls schon Quilts hergestellt. Ringgolds Gebrauch von handwerklichen Techniken ignoriert die traditionelle Unterscheidung zwischen bildender Kunst und Kunsthandwerk.
Picasso's Studio, 1991, von Faith Ringgold im Bestand des Worcester Art Museum

Link zum Bild

Ringgold unternahm mit ihrer Mutter und ihren Töchtern mehrere Reisen nach Frankreich, um die Kunst der europäischen Meister zu erkunden. The French Collection, 1991–1994, eine Serie mit zwölfs Quilts, erzählt von der Abwesenheit afroamerikanischer Frauen in der Kunstwelt.
In den 1990er Jahren präsentierte sie sich auch als Autorin von Literatur für Kinder und hat 15 Kinderbücher geschrieben und illustriert. 2005 veröffentlichte sie ihre Memoiren und 2022 hat die das New Museum of Art in New York City, die erste Retrospektive ihrer Kunst organisiert.

## Auszeichnungen
- 1984: John Simon Guggenheim Memorial Foundation Fellowship Candace Award
- 1992: Caldecott Medal
- 1994: Women’s Caucus for Art Lifetime Achievement Award
- 2000: NAACP Image Award for Outstanding Literary Work
- 2017: Mitglied der American Academy of Arts and Sciences[8]
- 2021: Mitglied der American Academy of Arts and Letters

## Publikationen (Auswahl)
- We Came to America. Penguin Random House, New York 2016, ISBN 978-0-517-70947-4 (Kinderbuch 5 bis 8 Jahre).
- American People, Black Light. Faith Ringgold’s Paintings of the 1960s. Neuberger Museum of Art, New York 2010, ISBN 978-0-9795629-3-8.
- Dancing at the Louvre. Faith Ringgold’s French Collection and Other Story Quilts. Katalog zur Ausstellung im New Museum of Contemporary Art, Akron Art Museum u. a., University of California Press, Berkeley (u. a.) 1998, ISBN 0-520-21430-7.

Autobiografie
- We Flew over the Bridge. The Memoirs of Faith Ringgold. Duke University Press, Durham (u. a.) 2005, ISBN 0-8223-3564-6.